# Fojnička rijeka
Fojnička rijeka je rijeka u Bosni i Hercegovini, lijeva pritoka Bosne.
Njena izvorišta su u prostoru na sjeveroistočnim i istočnim obroncima planine Vranice od Jezernice, Borovnice i Razdolje, Dobruške Vranice, Pogorelice i Bitovnje, na nadmorskoj visini od 1630 m. Duga je 45 km, s površinom porječja od 727,4 km². Prima više pritoka, od kojih su najznačajnije Čemernica, Mlava, Željeznica i Lepenica.
Prolazi kroz Fojnicu, Kiseljak i Visoko. U Bosnu se ulijeva u Visokom na nadmorskoj visini od 430 m.
Rijeka je duga, skupa s izvorišnim krakom toka Jezernice 45,74 km. Do Fojnice nosi naziv Dragača, odakle se naziva Fojnička rijeka. Nizvodno od ušća toka Željeznice (Gvožđanke) poprima obilježja toka srednje veličine. S desne strane pritoci su joj Lepenica i Kreševka, a s lijeve dolinske strane Mlava.
Bogata je ribom, pretežno salamonidnim vrstama. U Fojničkoj rijeci žive ove vrste riba: potočna pastrva, lipljen, peš, potočna mrena, sapača, gagica, gaga, vijun, kljen, pliska i mladica.

## Vanjske poveznice
- Obale pričaju, rijeka sluša 1/2 - Fojnička rijeka